# Praça Dezessete
A Praça Dezessete, também conhecida como Parque Dezessete, é um logradouro público da cidade do Recife, delimitada no governo de João Maurício de Nassau e estabelecido em 1642, quando da inauguração da Igreja Calvinista dos Franceses do Recife (sobre a qual hoje existe a Igreja do Divino Espírito Santo), situado na Ilha de Antônio Vaz, no atual Bairro de Santo Antônio do Recife, no litoral do estado de Pernambuco, no Brasil. Seu nome é uma homenagem à Revolução Republicana de 1817.

## História

### Largo da igreja calvinista dos franceses
A Praça Dezessete (ou Parque Dezessete) foi delimitada no governo de João Maurício de Nassau e estabelecida em 1642, quando da inauguração da igreja calvinista dos franceses, construída na Cidade Maurícia em ação conjunta do Conde Maurício de Nassau e do Conselho dos XIX (da Companhia das Índias Ocidentais), a pedido dos reverendos franceses La Riviere e Auton, a igreja calvinista dos franceses, e que existiu até 1654. Essa igreja e seu largo figuram em vários mapas e gravuras dos séculos XVII, XVIII e XIX, e foram representados sob a letra F na gravura Boa Vista, de Frans Post (c. 1647), como "Templum Gallicum" (Templo Francês) .
A mais ampla imagem do século XVII do largo da igreja calvinista dos franceses foi tomada do alto da própria igreja por Frans Post, na década de 1640, na qual observa-se a ausência da rua hoje denominada Rua do Imperador Pedro II, na época constituída por praias e restingas à beira da foz dos rios Capibaribe e Beberibe. Interessante, nessa mesma imagem de Frans Post, é a existência de um portão junto à praia, no mesmo ponto em que hoje está situado o Cais do Imperador, o que demonstra que esse local já era usado como embarcadouro da Ilha de Antônio Vaz desde a década de 1640.

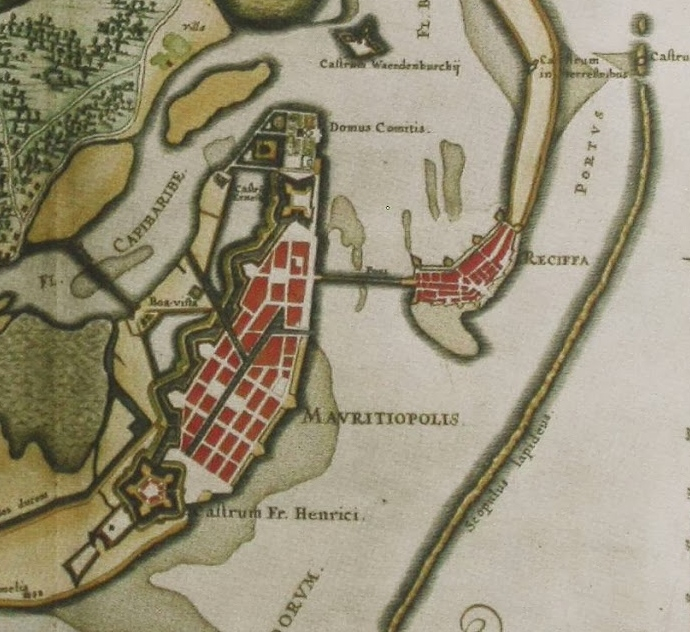
Mapa anônimo do Recife em 1644, no qual se observa o largo da igreja calvinista dos franceses, à esquerda do nome "Mavritiopolis"

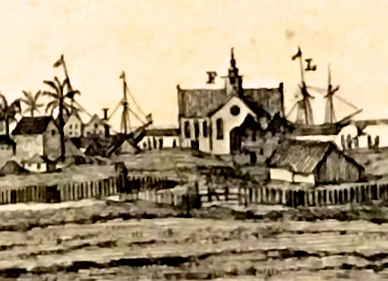
Largo da igreja calvinista dos franceses do Recife em cerca de 1647, observada do continente, na gravura Boa Vista de Frans Post (c. 1647).

### Pátio do Colégio
Após a Insurreição Pernambucana em 1654, os padres da Companhia de Jesus de Olinda solicitaram ao Rei de Portugal a instalação de um colégio no Recife, iniciado em 18 de dezembro de 1686 (dia de Nossa Senhora do Ó, a quem foi consagrada) e inaugurada em 17 de dezembro de 1690. A partir de então, esse espaço passou a ser denominado Pátio do Colégio.

### Pátio do Palácio
O complexo funcionou como Colégio Jesuítico do Recife até 1759, quando o o Marquês do Pombal efetuou a expulsão dos Jesuítas de Portugal e de suas colônias. A partir dessa data, a Igreja e o Colégio passaram a ter vários usos, entre eles como palácio para "[...] Tribunal de Relação, Sala de Audiências; Repartição de Vacina; Faculdade de Direito; Correios; depósito do Arsenal de Guerra e até Teatro da Sociedade Dramática Natalense, servindo de palco a própria capela-mor [...]; e, em 1816, o Colégio dos Jesuítas, depois de saqueado, serviu para nele guardarem, por algum tempo, um imenso elefante [...]" (PIO, 1960, p. 24). Por ser usado pelo Governo Provincial de Pernambuco, o antigo Colégio Jesuítico passou a ser denominado Palácio e seu espaço público frontal de Pátio do Palácio.
Em 1846, o Pátio do Palácio recebeu um chafariz de mármore fabricado por italianos de Gênova, com a escultura de uma índia representando a nação brasileira (ainda existentes no local), período no qual o espaço foi ajardinado.

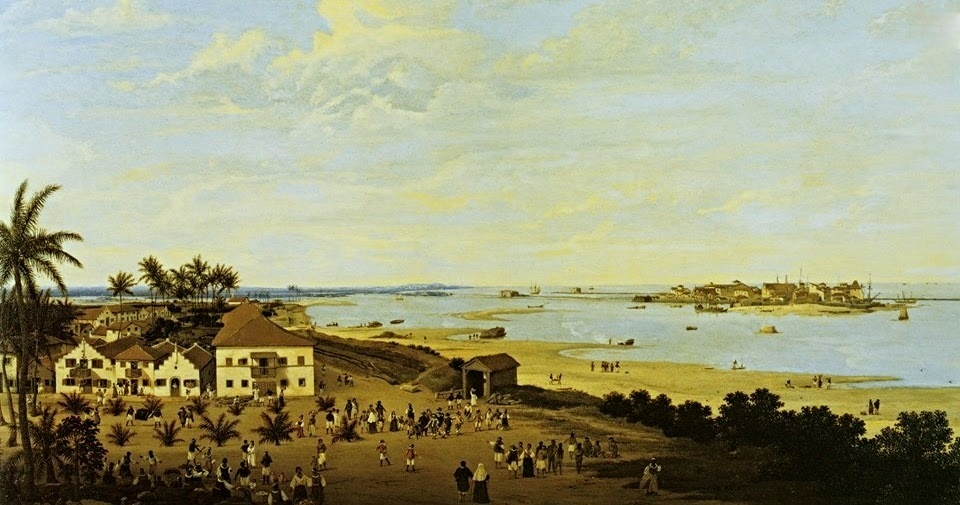
Pátio calvinista da igreja dos franceses, imagem tomada do alto da mesma igreja, por Frans Post (década de 1640).

### Cais do Colégio
Após a reconstrução do Cais às margens do Rio Capibaribe, em 1839, pelo engenheiro francês Júlio Boyer, o antigo Cais dos Flamengos passou a ser conhecido como Cais do Colégio. Foi por esse cais que Dom Pedro II, a Família Imperial e sua comitiva desembarcaram no Recife em 22 de novembro de 1859, para uma visita de 31 dias a Pernambuco, ocasião na qual foram realizados reparos e embelezamento para o evento, registrado em fotografia tomada da região da Alfândega, nesse mesmo dia. A partir de então, esse atracadouro passou a ser conhecido como Cais do Imperador. A abertura da Avenida Martins de Barros separou o cais da praça e, atualmente, o Cais do Imperador não tem mais a função de atracadouro, servindo como café e espaço de convivência.

### Largo do Espírito Santo
Devido aos seus múltiplos usos pelo Governo de Pernambuco, o Colégio Jesuítico chegou arruinado à década de 1850. Por tal razão, a Irmandade do Divino Espírito Santo recebeu o Colégio Jesuítico do presidente da província de Pernambuco, José Bento da Cunha e Figueiredo, em 27 de julho de 1855, com a condição de restaurar a egreja e receber, no segundo andar do Colégio, a cadeia e o Tribunal da Relação. Após as primeiras obras, em 8 de setembro de 1855, “transladou a Irmandade do Divino Espírito Santo da Igreja da Conceição dos Militares para a sua própria, o seu divino padroeiro, em solene procissão, conduzido o S.S. (Santíssimo) sob o palio e exposto no trono do Espírito Santo durante o Te Deum, ao recolher da procissão” (PIO, 1960, p. 33).

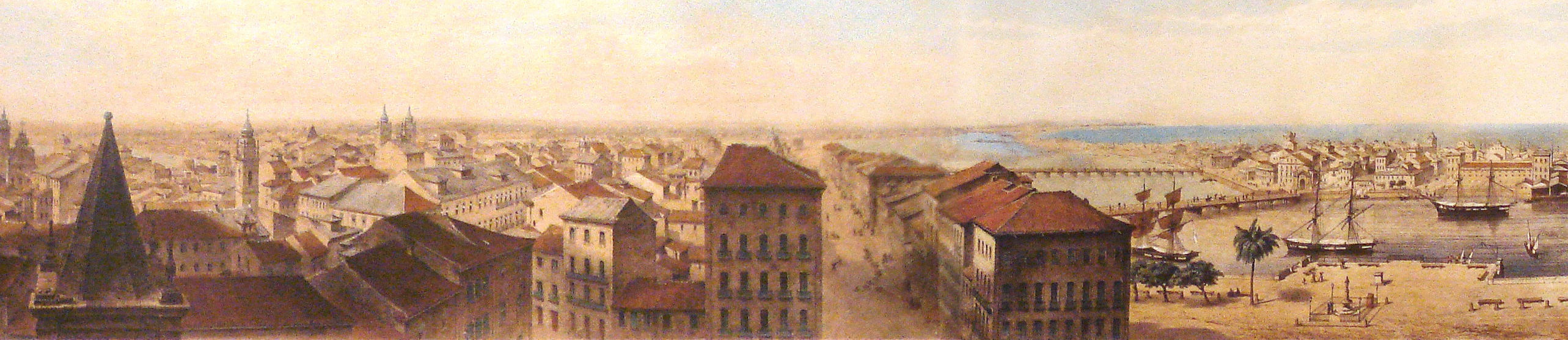
Cais do Colégio (à direita) em 1855, por Friedrich Hagedorn.

Após o recebimento da igreja pela Venerável Irmandade do Divino Espírito Santo do Recife em 1855, o espaço passou a ser chamado Largo do Espírito Santo. No conhecido Panorama do Recife em 1855 por Friedrich Hagedorn, tomado do alto da igreja (provavelmente do topo da torre direita, pois a torre esquerda foi representada na imagem), infelizmente não foi pintado o Largo do Espírito Santo, porém observa-se a rua hoje denominada Rua do Imperador Pedro II e, à direita, o Cais do Colégio.

### Praça Dom Pedro II
Após o desembarque de Dom Pedro II, a Família Imperial e sua comitiva no Recife 1859, o antigo Largo do Espírito Santo passou a ser denominado Praça Dom Pedro II, nome que chegou até o princípio do século XX.

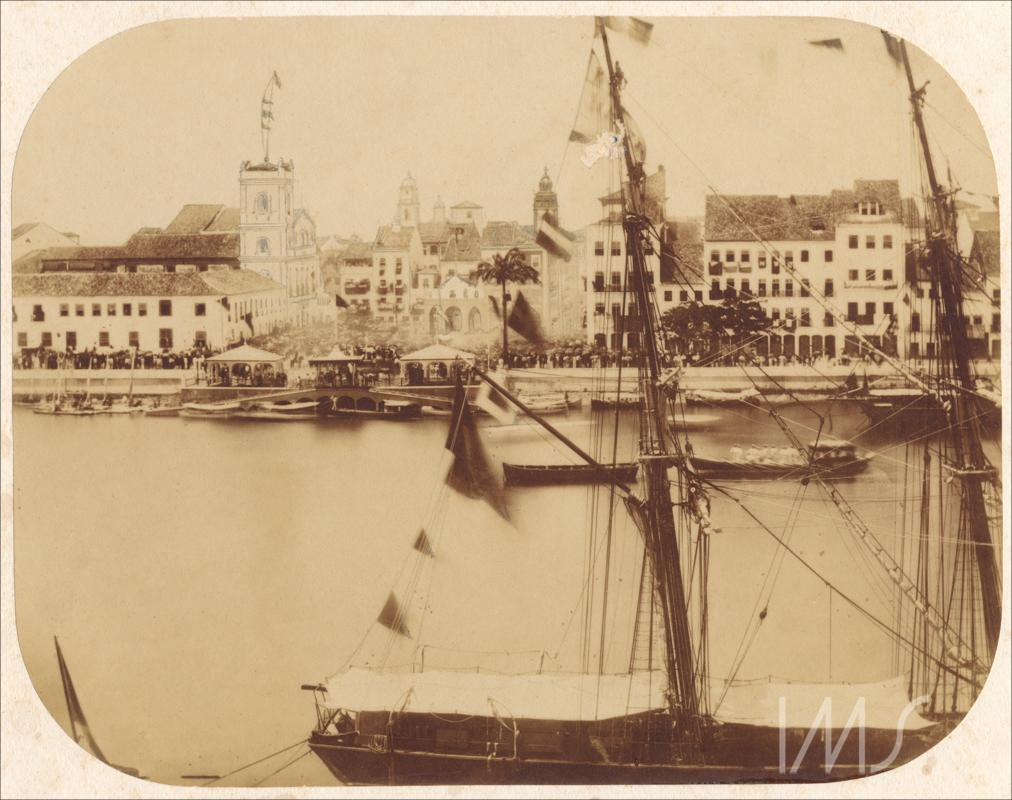
Cais, Igreja e Largo do Espírito Santo, em fotografia tomada da região da Alfândega, no desembarque da Família Imperial, em 22 de novembro de 1859.

Segundo Virgínia Barbosa, a Igreja do Divino Espírito Santo e o Largo do Divino Espírito Santo (depois Praça Dom Pedro II) testemunharam fatos marcantes da história do Recife, entre eles "a visita do Imperador Dom Pedro II (1859); a procissão de penitência durante a epidemia de peste (1860); a festa abolicionista, com celebração de missa, promovida pela Sociedade Patriótica Bahiana Dous de Julho, em 2 de julho de 1870; a recepção a Bispos; e a cerimônia fúnebre de Joaquim Nabuco, em 18 de abril de 1910".

### Praça Dezessete
Até a entrada do século XX, ainda existia a metade esquerda do Colégio Jesuítico (que se observa nas fotografias do período), demolida para o prolongamento da Rua do Imperador Pedro II, que marca o atual limite da igreja. No século XX, após a demolição do antigo Colégio Jesuítico e o prolongamento da Rua do Imperador Pedro II, o espaço outrora ocupado pelo Colégio Jesuítico, à esquerda da igreja, foi ocupado pelo Grande Hotel e Cassino do Recife (construído em 1938), hoje Fórum Tomaz de Aquino, separado da Igreja do Divino Espírito Santo por essa mesma rua.

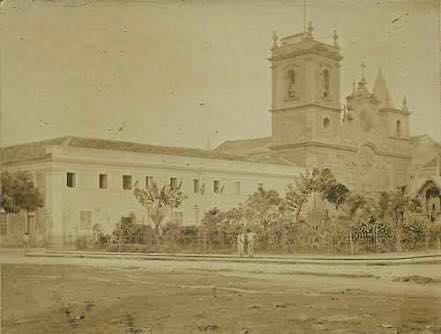
Antigo Colégio dos Jesuítas do Recife, a partir de 1855 convertido na Igreja do Divino Espírito Santo.

No início do século XX, o conjunto constituído pelo Cais e pela Praça Dom Pedro II consolidou-se como espaço público único, passando a ser denominado Praça Dezessete, cujo nome foi uma homenagem à Revolução Republicana de 1817. A abertura da Avenida Martins de Barros, no entanto, separou o cais da praça.
Em 1927 foi erguido, no trecho da Praça Dezessete situado entre a Rua do Imperador Pedro II e a Avenida Martins de Barros, um monumento em homenagem aos aviadores Gago Coutinho e Sacadura Cabral, comemorativo à sua Primeira travessia aérea do Atlântico Sul, em 1922.
O conjunto foi remodelado na década de 1930, quando, recebeu, em 1936, os jardins distribuído em seis quadras pelo paisagista Roberto Burle Marx, dos quais existe uma imagem da década de 1940 disponibilizada pelo IBGE.
Pelas edificações vizinhas, a Praça Dezessete está relacionada tanto à Igreja do Divino Espírito Santo quanto ao Cais do Imperador e ao antigo Grande Hotel de 1938, hoje Fórum Tomaz de Aquino.
O Decreto Municipal nº 29.537, de 23 de março de 2016, reconheceu a Praça Dezessete como um dos 15 “Jardins Históricos de Burle Marx” da cidade do Recife. Em 2011 a Praça Dezessete foi revitalizada pela Prefeitura do Recife, porém em 2015 já se encontrava novamente degradada.